# Philippe Louis de Meyronnet
 (octobre 2009).
Si vous disposez d'ouvrages ou d'articles de référence ou si vous connaissez des sites web de qualité traitant du thème abordé ici, merci de compléter l'article en donnant les références utiles à sa vérifiabilité et en les liant à la section « Notes et références ».
Philippe Louis de Meyronnet, né le 23 décembre 1780 à Aix-en-Provence et mort le 18 octobre 1866 à Saint-Marc-Jaumegarde, 4e baron de Saint-Marc

## Biographie
Fils aîné de Jules François Bruno de Meyronnet (1741, Aix + 1797, Gênes, hôpital des pauvres), 3e baron de Saint Marc, conseiller au Parlement de Provence (1765-1789), émigré à Gênes, et de Cécile Madeleine Polyxène Le Blanc de Ventabren (1756 + 1827, Aix).
Magistrat, substitut du procureur général à la cour impériale d’Aix-en-Provence (1811), baron de l'Empire (1812), avocat général à la Cour d’Aix (1812-1814), procureur général à Besançon (1816-1827), secrétaire général du ministère de la Justice et conseiller d’État (1828), conseiller à la Cour de cassation (1829-vers 1850), maire de Saint-Marc-Jaumegarde, commandeur de la Légion d'honneur (18 janvier 1853).
Philippe de Meyronnet-Saint-Marc habite Paris (27, rue Saint-Dominique vers 1845-1856, puis 23, rue de Varenne, vers 1860-1861), au château de Saint-Marc et à Aix, chez ses cousins Fonscolombe, 23 rue du Quatre-Septembre, l'hôtel Saint-Marc, 18, cours Mirabeau, propriété de son frère cadet Charles Louis Joseph de Meyronnet, étant loué.
Il adopte en 1864 son filleul et petit-neveu Philippe (Émilien) de Boyer de Fonscolombe(12 juillet 1823, Aix-en-Provence-1904, Aix-en-Provence), Saint Cyrien, officier de cavalerie démissionnaire.
Philippe de Meyronnet-Saint-Marc, élégant et assez fier, décide toutefois de se marier, pour éviter l’usage provençal du temps qui est d’enterrer sous un drap mortuaire blanc et avec ornements blancs les célibataires, hommes comme jeunes filles, ce qu'il trouve ridicule. Il épouse, le 19 mars 1864, à Marseille, Églé Bart (vers 1798, Bordeaux-30 juin 1870, Aix), descendante du corsaire Jean Bart, fille d'une Colla de Pradine, famille provençale alliée aux Fonscolombe.
Philippe de Fonscolombe a relevé les noms et armes des Meyronnet-Saint Marc et recueilli le château et l'hôtel de Saint-Marc.